# Centre d'Art la Panera
El Centre d'Art La Panera és un centre d'art de Lleida, ubicat al centre històric de la ciutat, al costat de l'Església de Sant Martí. Aquest és un espai de referència especialitzat en publicacions d’art contemporani i edicions especials, que promou la difusió, la producció i la investigació en l’àmbit de les arts i la cultura contemporànies.
Aquests objectius es duen a terme des del propi Centre de Documentació que ofereix al públic un fons documental sobre art contemporani que compta amb uns 7000 volums, entre els quals hi ha monografies, catàlegs d’exposicions, revistes, articles de premsa, material audiovisual i sonor, un fons de llibres, peces d’artistes que utilitzen aquest format com a suport artístic, una important línia editorial caracteritzada per la publicació dels diferents catàlegs de les exposicions, publicacions d’artista i altres publicacions més teòriques o de pensament amb la finalitat de reflexionar sobre la situació de l’art contemporani tant a nivell nacional com internacional; una programació expositiva relacionada amb les edicions, la tipografia, la il·lustració i el disseny, que te lloc o bé en els propis espais expositius de La Panera o en un format d’exposicions en línia consultables exclusivament des de la xarxa; també compta amb un programa on s'ofereixen activitats per als infants i un programa d’activitats i visites per la difusió de tots els continguts que es porten a terme des del centre de documentació.
També s'encarrega de la gestió de la Biennal d'Art Leandre Cristòfol, d'art contemporani espanyol. Consta de dues plantes i és gestionat per la Paeria de Lleida, tot i tenir compartida la titularitat amb la Generalitat de Catalunya.
Forma part de la Xarxa de Centres d'Arts Visuals de Catalunya de la Generalitat de Catalunya, juntament amb el Bòlit, centre d'art contemporani de Girona; l'ACVic, centre d'arts contemporànies; el Centre Cultural Tecla Sala de l'Hospitalet de Llobregat; Can Xalant, centre de creació i pensament contemporani de Mataró; el Centre d'Art de Tarragona; el Centre d'Art d'Amposta, el Canòdrom i el Centre d'Art Contemporani de Barcelona. El centre d’art La Panera gestiona el premi de videocreació en xarxa. Al 2024 celebra el 10è aniversari.
També cal destacar que La Panera va inaugurar la col·lecció Impasse amb la primera edició de la Biennal d’Art Leandre Cristòfol el 1997. Aquesta col·lecció té com a finalitat incorporar reflexions teòriques i crítiques sobre l’art actual del nostre país. Així doncs, Impasse compta amb contingut d’artistes, crítics i historiadors que tracten l’art contemporani.
Després d’un període sense cap publicació, Christian Alonso explica que a partir de 2024 reprendrà les publicacions Impasse.
La gestió de la direcció del centre d'art La Panera ha experimentat diverses etapes amb canvis en direcció: Glòria Picazo va assumir la responsabilitat de 2003 a 2017, seguida de Cèlia del Diego fins al 2022. Christian Alonso agafà el relleu en la direcció del centre el juliol de 2022.

## Edifici

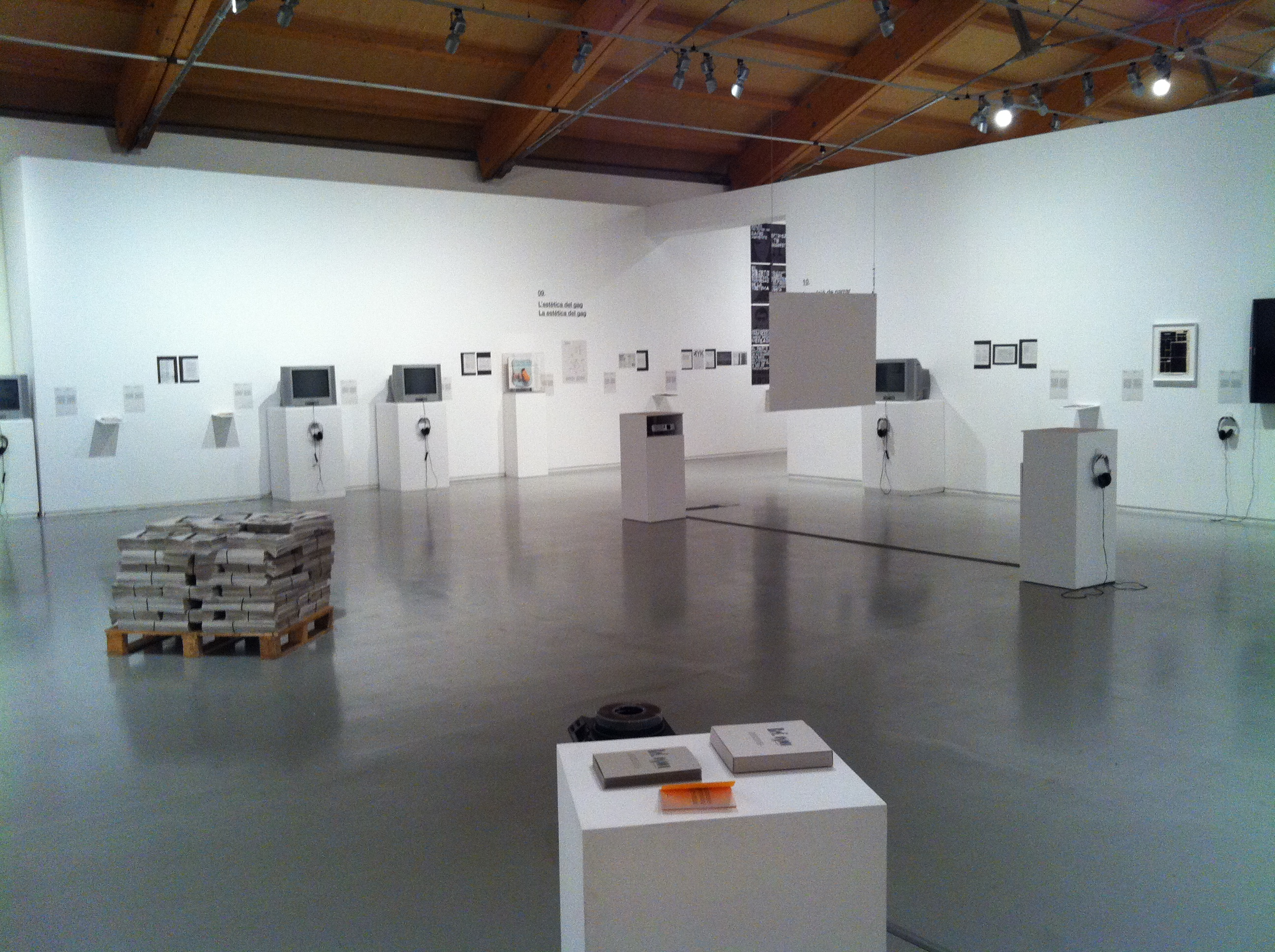
Zona d'exposicions

La Panera ocupa un edifici medieval d'estil romànic-gòtic construït entre els segles XII i XIII que ha tingut diversos usos al llarg de la seva història. A causa d'aquesta diversitat d'activitats, la seva arquitectura més antiga es troba completament camuflada degut a les contínues remodelacions arquitectòniques, realitzades sobretot durant la primera meitat del segle xvii, la segona meitat del segle xix i les més recents durant el segle xx.
L'edifici fou construït entre els segles XII i XIII, coincidint amb l'època del consolat. Antigament, era una llotja on es portaven a cap tota mena d'intercanvis comercials, constituint una mena de petit mercat on es compraven i venien cereals, llana, oli, raïm, així com productes artesanals. Originalment, era un edifici porticat i obert amb una coberta de fusta i teula sustenta sobre 21 columnes de pedra de 5,70 m d'alçada.
L'Almodí o Gladeria de la ciutat fou primerament el Cellarium Regis. El 1606 el Capítol de la Catedral adquirí l'edifici i des de llavors fou conegut com la Panera dels Canonges, anomenat així perquè els canonges hi emmagatzemaven i venien els productes que recol·lectaven. En aquest moment es construeix el tancament perimetral que li donà l'aspecte exterior actual.
Amb la desamortització del 1835, l'edifici passà a ser de propietat de la Paeria, que el cedí a l'Exèrcit, qui el faria servir com a quarter de cavalleria militar des del 1860. Amb aquest canvi d'ús també es van fer certes reformes arquitectòniques per allotjar el regiment de cavalleria, rebaixant la planta per sota del nivell de l'edifici medieval i construint un nou forjat, redistribuint l'interior de l'espai. L'any 1947 l'exèrcit va instal·lar-se a unes noves dependències al Turó de Gardeny i va abandonar l'edifici. Posteriorment, la Panera fou una comissaria de la Policia Nacional.
A la planta baixa de l'edifici es poden veure les columnes recuperades, mentre que a la primera planta es pot veure una claraboia sustentada sobre bigues de fusta laminada mixta i d'acer, que es va construir seguint tècniques arquitectòniques del s. XIX.

## Història
El Centre d'Art La Panera es va construir gràcies al programa d'actuacions ARI sobre el centre històric de Lleida. L'arquitecte encarregat de l'actual remodelació fou Ezequiel Usón Guardiola- El projecte presentat inicialment era més ambiciós del que es va dur a terme.
El centre d'art es va inaugurar el mes d'abril de 2003, amb una exposició d'Antoni Tàpies, la primera a la capital del Segrià. La mostra, comissariada per Manel Guerrero, portava el títol de L'univers obert de Tàpies i era una mostra de 60 obres de la col·lecció privada de l'artista. A l'acte d'inauguració van assistir l'alcalde de la ciutat, Antoni Siurana, Antoni Tàpies i el llavors conseller de cultura, Jordi Vilajoana. La programació regular va començar durant la tardor del mateix 2003, quan es va inaugurar una mostra de 21 artistes contemporanis.

## Col·lecció
Fins avui, la Col·lecció del Centre d'Art La Panera s'ha presentat en diversos espais, tant d'àmbit nacional, com a Can Palauet de Mataró, a AC Vic o al Centre d'Art Torre Muntadas; com internacional, com a Il Filatoio de Caraglio, el 2004; a la Central Électrique, Centre européen d'art contemporain de Brussel·les el 2007; i el 2014, que es podrà veure al FRAC de Còrsega.